# Jean-Michel Sibillon
Jean-Michel Sibillon est issu de Bessenay (Ouest du Lyonnais) et a ouvert en 1758 une fabrique à Valabre, entre Aix-en-Provence et Gardanne. 

## Biographie
Dès 1746, le Suisse Jean-Rodolphe Wetter avait implanté une manufacture de toiles imprimées près de Marseille
Jean-Michel Sibillon est imité en 1760 par François Astoin dans le centre d'Aix et Gabriel Pastouret à La Pioline. Ces fabriques aixoises ont été perçues par les autorités de l'époque comme des écrans pour la contrebande d'indiennes de Marseille, ville alors considérée comme étrangère au royaume.
L’édit de franchise du port de 1669 permet en effet à Marseille de jouir de privilèges fiscaux importants mais les produits importés ou fabriqués dans la ville à partir de matières premières étrangères doivent acquitter de lourdes taxes pour pénétrer dans le royaume ou sont
strictement prohibés.
Les premiers indienneurs aixois appartiennent à deux générations différentes. Jean-Michel Sibillon, Simon et Pierre Gignoux sont nés entre 1685 et 1696. Ils ont tous trois plus de 60 ans quand ils viennent fonder leurs fabriques dans le pays d'Aix. François Astoin, né en 1727, et Gabriel Pastouret - dont on ignore la date de naissance mais qui est toujours en activité dans les années 1780 – appartiennent en revanche à la génération suivante.
Jusqu'en 1759, Marseille est la seule ville de France qui permette à des fabricants de produire ces indiennes si attrayantes pour les populations, mais ils n'ont pas le droit de les importer en France.

### Sources
Les débuts de l'indiennage dans le pays d'Aix (1758-1770